# Husky siberià
El husky siberià (rus: Сибирский хаски, tr. Sibirskiy khaski) és un gos originari del nord-est de Sibèria (Bering). És una de les races del grup de gossos Spitz. Es reconeix per la doble capa de pèl gruixuda, les orelles triangulars rectes i és de mida mitjana en comparació amb el malamut d'Alaska. És una de les races de gos més antigues i es feia servir com a gos de treball per a tirar trineus. La seva vitalitat fa d'aquesta raça una de les més atractives. És una de les races predilectes pels esports i les rutes amb trineus a Sibèria i Alaska, ja que pot aguantar baixes temperatures que l'ésser humà no pot suportar sense protecció.

## Característiques

### Pelatge
Un husky siberià té una capa doble de pelatge més gruixuda que la de la majoria de les altres races de gossos. Té dues capes: una capa interior densa i una capa més llarga de pèls curs i rectes exteriors. La capa interior protegeix els gossos de forma eficaç contra el fred, però també els aïlla de la calor de l'estiu. És capaç de suportar temperatures tan de fins a -50 i -60 °C. La capa interior cau durant la muda, la qual es produeix dues vegades a l'any. Els abrics abrics gruixuts dels huskies requereixen una preparació setmanal per mantenir-los en bones condicions.
Els huskies siberians presenten varietat de colors i patrons, generalment amb potes blanques, marques facials i una punta a la cua. Els colors de pelatge comuns són el blanc i el negre, i els menys comuns el coure-vermell i blanc, el gris i blanc, el blanc pur i el rar color "agouti", encara que molts individus tenen un ros i un tac de pastís. Alguns altres també tenen el patró a la "curvatura de l'espatlla", en què els pèls de protecció de punta negra estan restringits a la zona de l'espatlla mentre que el cap, els malucs, cuixes, glutis, són de color vermell clar o blanc. Les taques d'atac, als ulls i altres marques facials, disposen d'una gran varietat. Els patrons de per la dilució merlè no són permesos. L'American Kennel Club permet tots els colors de pelatge des del negre fins al blanc pur.

### Ulls

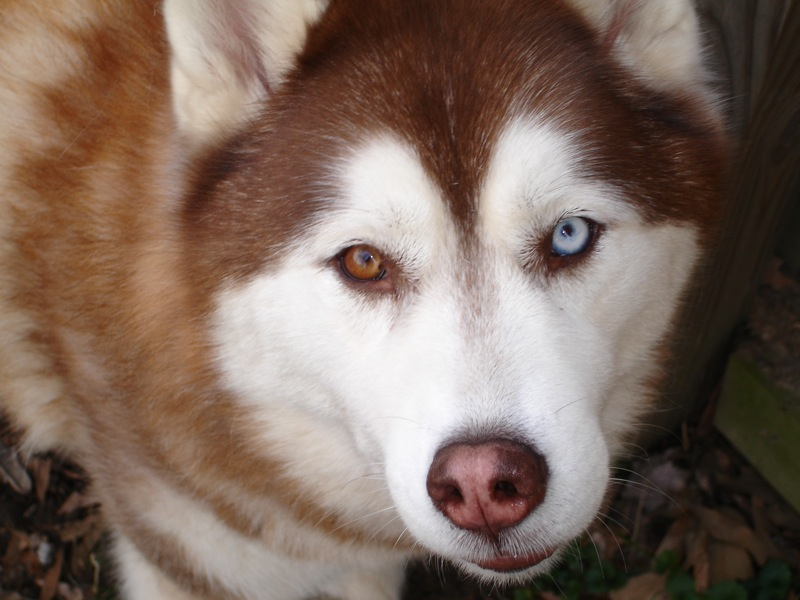
Husky siberià amb heterocromia

Els ulls del husky siberià tenen forma d'ametlla, estan moderadament separats i fixats de manera lleugerament obliqua. L'estàndard de la raça American Kennel Club és que els ulls poden ser marrons, blaus o negres, un de cada color o parcialment colorejats, el que es coneix com a Heterocromia. El color dels ulls no afecta la visió del gos.

### Nas
És preferible que els gossos aptes per a exhibicions no tinguin els nassos apuntats ni quadrats. El nas és negre en els gossos grisos, color bronze en els gossos negres, color de fetge en els gossos de color coure i pot tenir un color marró clar en els gossos blancs. En alguns casos, els huskies siberians poden exhibir el que s'anomena "nas de neu" o "nas d'hivern". Aquesta condició s'anomena hipopigmentació en animals. El "nas de neu" és acceptat en les exhibicions canines.

### Cua

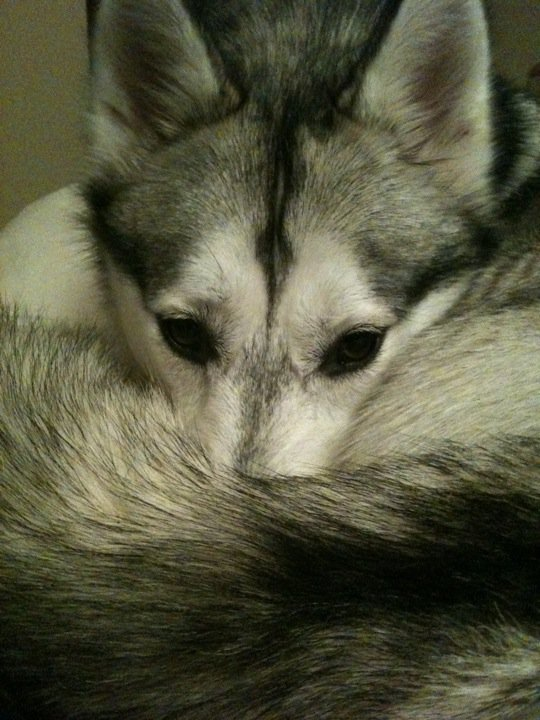
Femella siberiana Husky enrotllada per dormir amb la cua escalfant el nas

La cua del husky siberià és molt peluda i la seva forma s'assembla a la d'un raspall. Sovint, aquests gossos s'abriguen amb les cues a la cara i els nassos per tal que els proporcioni més calor. Tal com es mostra a la imatge, quan s'aconsegueix adormir, el husky siberià es taparà el nas per obtenir calor, cosa que sovint es coneix com el "remolí siberià". La cua ha de ser expressiva, mantenir-se baixa quan el gos està relaxat i corbada cap amunt en forma de falç quan està emocionat o interessat en alguna cosa.

### Mida
L'estàndard de la raça indica que els mascles de la raça tenen idealment entre 51 i 61 cm d'alçada a la creu i pesen entre 16 i 29 kg. Les femelles són més petites, mesuren de 48 a 58 cm d'alçada a la creu i pesen entre 14 i 27 kg. La gent de Nome es referia als huskies siberians com a "rates siberianes" a causa del seu pes de 18-23 kg, davant dels 34-39 kg de la Malamut d'Alaska (15-39 kg).

### Comportament
Els husky solen udolar en lloc d'emetre lladrucs. Solen tenir tendència a l'escapisme, la qual cosa pot incloure excavar, mastegar, o fins i tot saltar tanques.
Com que el Husky siberià havia estat criat en un entorn familiar pels Txuktxi, i no es va deixar que fos autosuficient, se li podien confiar les criatures, ja que a més de ser un gos de treball feia també la funció de gos de cura, cuidant les dones i els nens. És un gos molt carinyós amb les persones i no desconfia dels estranys. L'American Society for the Prevention of Cruelty to Animals (ASPCA) classifica la raça com a bona amb els nens. També afirma que presenten una elevada energia en interiors, tenen necessitats especials d'exercici i poden ser destructius "sense tenir una cura adequada".
Els huskies siberians tenen una alta mobilitat degut a que els Txukti els permetien vagar lliurement a l'estiu. Els gossos caçaven en grup diferents tipus de preses, com gats salvatges, aus i esquirols. Només tornarien als pobles dels Txukti quan tornés la neu i els aliments escassejaven. Els seus instints de caça encara es poden trobar a la raça avui dia.
Es recomana una tanca d'1,83 m per a tenir aquesta raça com a mascota, encara que se sap que ha superat tanques de 2,44 m. La tanca elèctrica pot no ser efectiva. Necessiten l'acompanyament freqüent de persones i altres gossos, atès que solen patir anisetat per separació. La seva necessitat de sentir-se com a part d'un grup és molt forta.

### Esperança de vida
Una publicació ASPCA del 1999 mostra que la durada mitjana de la vida del husky siberià és de 12 a 14 anys.

## Salut
Els problemes de salut de la raça són principalment genètics, com ara convulsions i defectes de l'ull (cataractes juvenils, distròfia còrnia en gossos, glaucoma canína i atròfia progressiva de la retina) i paràlisi de laringe congènita. La displàsia de maluc no es troba sovint en aquesta raça. Amb tot, com passa amb molts canins de mida mitjana o més gran, pot donar-se en alguns casos. L'Orthopedic Foundation for Animals té actualment la raça Husky siberià classificada en el 155 lloc de les 160 races possibles en risc de displàsia de maluc, amb només un 2% dels huskies siberians provats que presenten displàsia.
Els huskies siberians utilitzats per a les curses de trineus també poden ser propensos a altres malalties, com la gastroneteritis, bronquitis i altres malalties broncopulmonàrs ("asma d'esquí"), i erosions o ulceres gàstriques.
Els huskies siberians moderns registrats als Estats Units són en gran part els descendents de les importacions de Sibèria de 1930 i dels gossos de Leonhard Seppala, en particular del Togo. El nombre limitat de gossos fundacionals registrats ha provocat algunes discussions sobre la seva vulnerabilitat a l'efecte fundador.

### Cures
El husky siberià és un gos de mida i vitalitat considerables que necessita espai per moure's, per la qual cosa no és recomanable tenir-lo en un apartament, tret que s'estigui disposat a treure'l sovint perquè faci exercici, i es tingui a disposició un jardí on el ca pugui jugar i córrer al seu gust. S'ha de parar una atenció especial al cadell de husky durant els primers mesos de vida. En aquest període, s'establix una relació afectiva entre gos i amo que durarà molt de temps. S'ha de tenir cura del pelatge preferiblement cada dia, amb un raspall que tingui pues metàl·liques d'una banda.

## Origen
El primer gos va arribar a Amèrica fa 12.000 anys al voltant de l'inici del període Holocè. Amb tot, els primers homes i els seus gossos no es van instal·lar a l'Àrtida fins que els pobles paleoesquimals, fa 4.500 anys, i després el poble Thule, fa 1.000 anys, emigressin desde Sibèria.
El seu origen se situa a la regió de l'estret de Bering, a Sibèria. En concret es van originar al nord-est d'Àsia, on van ser criats pel poble Txuktxi, al voltant del riu Kolyma, d'origen paleosiberià, com animal de tir, guarda i concretament per ajudar amb els trineus.
La llegenda de Txuktxi diu que el husky va néixer de l'amor d'un llop i la lluna: el husky té aspecte de llop i porta una cua en forma de lluna creixent. Segons la llegenda, les nits de lluna plena, els huskies i els llops udolen per cridar a la lluna que baixi de nou.

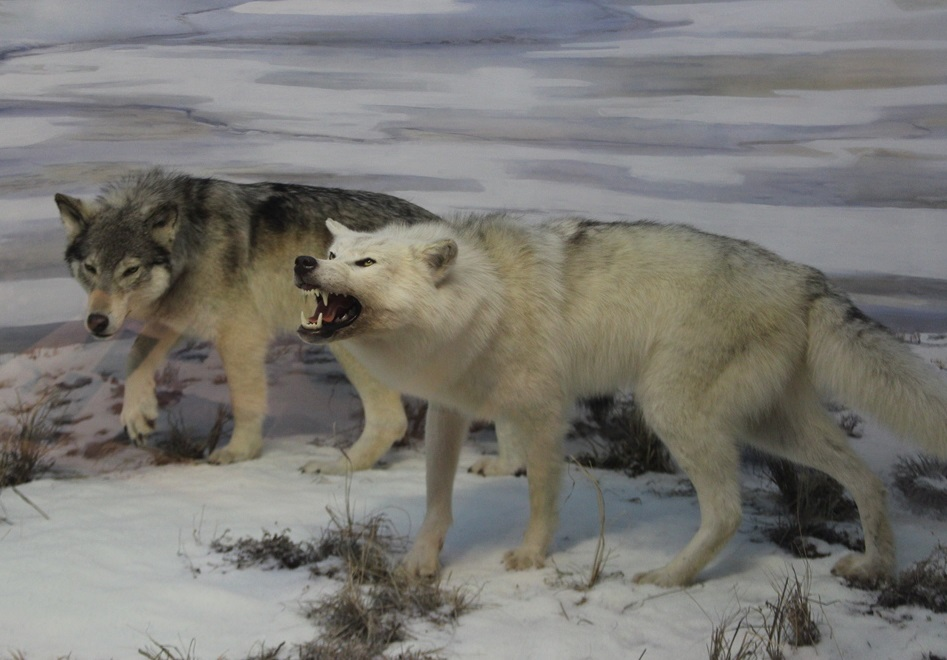
Diorama del llop beringià, creat per Il·lustradors paleontològics que treballen al Yukon Beringia Interpretive Centre

El 1989, es va fer un estudi sobre restes antigues canis datades al Plistocè Tardà i a l'Holocè inicial que havien estat descobertes pels miners dècades abans al voltant de Fairbanks, Alaska. Es van identificar com a Canis Lupus i es van descriure com a "llops de cara curta". Les restes es va separar en aquells exemplars que tenien més aspecte de llop (és a dir, el llop beringià), i els que semblaven més a gossos en comparació amb els cranis dels gossos esquimals de Groenlàndia i Sibèria, pel que es va pensar que eren els seus precursors.
El 2015, un estudi que va utilitzar diversos marcadors genètics va indicar que el Husky siberià, el Malamut d'Alaska i el Husky d'Alaska comparteixen una estreta relació genètica entre ells i es relacionaven amb gossos de trineu Chukotka de Sibèria. Estaven separats pels dos gossos inuit, el Gos esquimal canadenc i el Gos de Groenlàndia. A Amèrica del Nord, el Husky siberià i el Malamut havien mantingut el seu llinatge siberià i havien contribuït significativament al desenvolupament del Husky d'Alaska. Es van mostrar evidències de l'encreuament amb races europees vinculades amb la creació d'aquesta raça durant l'Amèrica postcolonial.
Gairebé totes les proximitats genètiques de les races de gossos amb el llop gris es deuen al creuament genètic. Tanmateix, diverses races de gossos àrtics mostren una proximitat genètica amb el ja extingit llop de Taymyr del nord d'Àsia a causa d'un creuament genètic. Aquestes races estan associades a altes latituds: el gos Husky Siberià i de Groenlàndia, que també s'associen a poblacions humanes àrtiques i en menor mesura, el Shar-Pei i l'Spitz finès. Una línia genètica addicional del Gos de Groenlàndia indica un 3,5% de material compartit, però una proporció d'ascendència entre l'1,4% i el 27,3% que és compatible amb les dades treballades. Això indica l'adhesió entre la població de llops de Taymyr i la població de gossos ancestrals d'aquestes 4 races d'alta latitud. Aquesta introgressió podria haver proporcionat als primers gossos que vivien en latituds altes una variació fenotípica beneficiosa per a l'adaptació a un entorn nou i difícil. També indica l'ascendència de races de gossos actuals que descendeixen de més d'una regió.

## Història i cultura popular

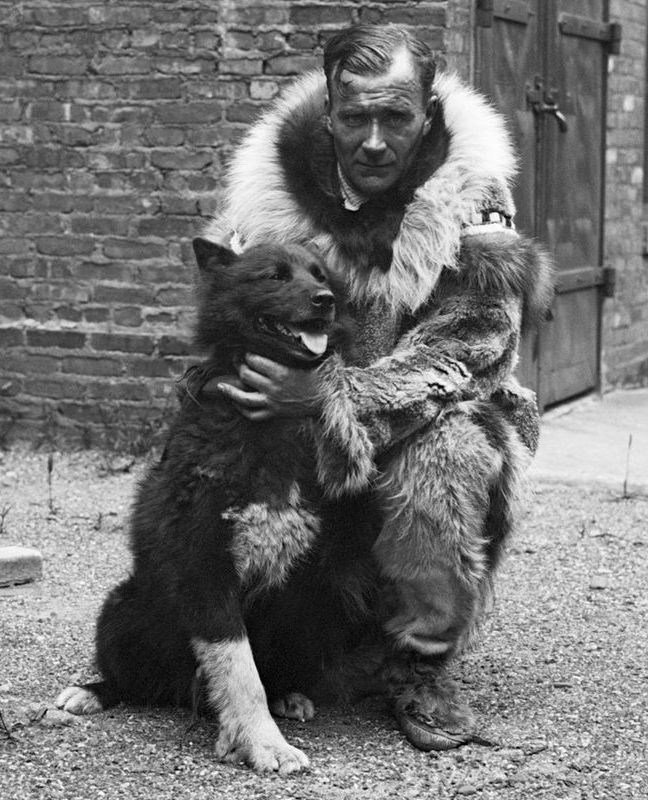
El musher noruec Gunnar Kaasen i Balto després d'haver entregat la vacuna contra la diftèria a Nome, el 1925

El 1909, nou d'aquests gossos del riu Anadyr i les regions circumdants van ser portats a Nome, Alaska, pel comerciant de pell de Rússia William Goosak, per participar com a gossos de trineu a la cursa All Alaska Sweepstakes. Aquesta cursa cobria la ruta de Nome a Candle, de 657 km de longitud. Leonhard Seppala, el principal criador dels huskies siberians de l'època, va participar en competicions des de 1909 fins a mitjan anys vint. El primer equip, malgrat la mida més petita dels gossos, va ocupar el tercer lloc. Un escocès, impressionat per l'extraordinària resistència d'aquests gossos, en va importar 61 més per formar tres equips per a les All Sweepstakes d'Alaska de 1910, on van acabar primer, segon i quart.
Durant l'hivern de 1925, una epidèmia de diftèria va colpejar el poble de Nome, a Alaska. El 3 de febrer de 1925, Gunnar Kaasen va ser el primer en lliurar el sèrum de la diftèria a Nenana, a més de 600 quilòmetres de Nome. La gesta, coneguda com la "carrera del sèrum a Nome de 1925", la va portar a terme un equip de huskies, dirigits pels gossos Balto i Togo, que van permetre l'entrega del sèrum. El tram mes perillós el va protagonitzar Leonhard Seppala, la qual cosa li va atorgar a ell i al seus propietaris una notorietat mundial.
El 1930, es va detenir l'exportació dels gossos de Sibèria. El mateix any es va fer un reconeixement del husky siberià pel American Kennel Club. Nou anys després, la raça es va registrar per primera vegada al Canadà. El United Kennel Club va reconèixer la raça el 1938 com a "Àrtic Husky", canviant el nom pel de "husky siberià" el 1991. Seppala posseïa una gossera a Nenana abans de traslladar-se a Nova Anglaterra, on es va convertir en parella d'Elizabeth Ricker. Tots dos eren propietaris de la gossera de Poland Springs i van començar a exposar els seus gossos a tot el nord-est americà.
Cap al 1933, a mesura que la raça començava a cobrar un major protagonisme, l'almirall de la marina Richard E. Byrd va portar al seu costat 50 huskies siberians amb una expedició en la qual esperava recórrer la costa de l'Antàrtida a 16.000 milles. Molts dels gossos van ser entrenats a Chenook Kennels, Nou Hampshire. Anomenada Operació Highjump, la travesa històrica va demostrar la vàlua del Husky siberià per la seva mida compacta i les seva major velocitat de cursa. Els huskies siberians també van servir a la Unitat de Recerca i Rescat de l'Àrtida i la Unitat de Rescat del Comandament de Transport Aeri de l'Exèrcit dels Estats Units durant la Segona Guerra Mundial. La seva popularitat es va mantenir al segle xxi. Van quedar en el setzè lloc entre els inscrits del Kennel American Club el 2012, pujant fins al catorzè lloc el 2013.
A Espanya, sembla que els primers criadors d'aquesta raça van tenir lloc durant la dècada dels vuitanta (segle XX) a Madrid, sota la supervisió del Dr. Bartolomé Beltran.

## Cultura popular

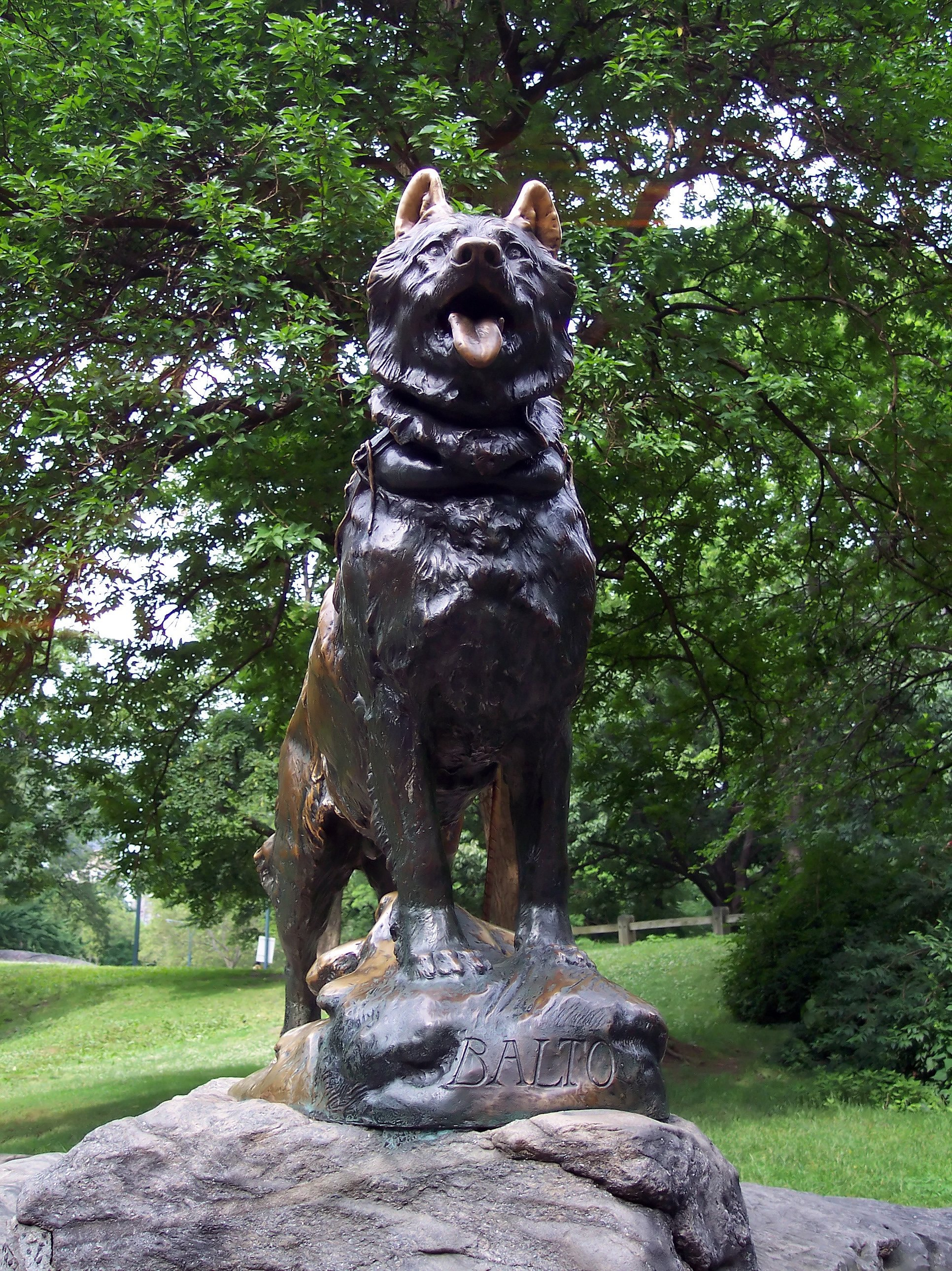
Estàtua de Balto per Frederick Roth al Central Park (New York City).

La gesta de la cursa del sèrum de Nome del 1925 va atorgar un gran rellevància pública al seus protagonistes. Al principal gos que la va dur a terme, conegut com a Balto, se li va erigir una estàtua de bronze al Central Park de Nova York, a la placa de la qual hi ha inscrita la següent llegenda:
Dedicat a l'esperit indòmit dels gossos de trineu que van transmetre antitoxina sis-centes milles sobre gel aspre, a través de les aigües traïdores, a través de les bombolles àrtiques de Nenana fins al relleu de Nome atrotinat a l'hivern de 1925. Resistència · Fidelitat · Intel·ligència
Hi ha hagut nombroses pel·lícules en què els Husky han estat protagonistes. La pel·lícula d'animació d'Universal el 1995 "Balto", dirigida per Simon Wells, va ser objecte del relat de la famosa cursa del sèrum a Nome. Més tard, amb Disney s'ha produít la pel·lícula que te el títol de "Togo" (2019) i que protagonitza pel Willem Dafoe, novelaria també aquesta gesta.
"Eight Below" és una altra pel·lícula protagonitzada per hukies siberians, anomenats Max, Maya, Truman, Old Jack, Dewey i Shorty. A la sèrie de televisió de terror Z Nation, un personatge adopta un Husky siberià després que el seu propietari es congelés fins a la mort fora de la seva base i l'altre gos es convertís en un zombi. L'espectacle T.V. Parks and Recreation utilitza un Husky siberià com a “gos espiritual” per a April Ludgate. Tambe a la pel·lícula Disney "Snow Buddies", del 2008, un gos husky siberià masculí d'ulls negres i blancs és el protagnista. Rep el nom de Shasta, amb la veu de Dylan Sprouse.
A partir de la sèrie de televisió Game of Thrones es va provocar un enorme repunt de la demanda de Huskies siberians com a mascotes, seguida d'un fort augment del seu nombre als refugis públics. Tot i que els gossos que actuaven no eren huskies siberians, les persones adquirien exemplars d'aquesta raça perquè tenien un aspecte semblant als personatges ficticis dels llops gegants representats al programa. Dues de les estrelles de la sèrie van demanar al públic que deixéssin d'adquirir els gossos sense abans investigar la raça.